# Dimecoenia
Dimecoenia is een vliegengeslacht uit de familie van de oevervliegen (Ephydridae).

## Soorten
- D. fuscifemur Steyskal, 1970
- D. spinosa (Loew, 1864)